# Grégoire X
Pour les articles homonymes, voir Visconti.
Pour les autres membres de la famille, voir Famille Visconti.
 (octobre 2023).
Si vous disposez d'ouvrages ou d'articles de référence ou si vous connaissez des sites web de qualité traitant du thème abordé ici, merci de compléter l'article en donnant les références utiles à sa vérifiabilité et en les liant à la section « Notes et références ».
Tedaldo ou Teobaldo Visconti (1210, Plaisance – 10 janvier 1276, Arezzo) est le 184e pape de l'église catholique romaine, élu le 1er septembre 1271 sous le nom de Grégoire X alors qu'archidiacre de Liège après avoir été légat à Acre.

## Biographie
Sa vie est peu connue. Contrairement à une idée parfois avancée, il n'appartient pas à l'ordre de Cîteaux même s'il a été proche de plusieurs membres de cet ordre. C'est un homme extrêmement sévère et d'une grande dignité, ami de Thomas d'Aquin et confident des rois de France et d'Angleterre. Chanoine de Lyon dans sa jeunesse, il est archidiacre de Liège ; il quitte ce poste pour se retirer en Terre sainte, reprochant au prince-évêque de cette ville, le sulfureux Henri de Gueldre, de transformer le palais épiscopal en lieu de débauche. Il accompagne le cardinal Ottobono Fieschi en voyage en Angleterre, puis Édouard d'Angleterre en pèlerinage en Palestine à la tête d'une armée de croisés.
Là, il réussit à négocier une trêve entre les Génois et les Vénitiens et persuade la noblesse de la ville de coopérer avec le prince Édouard d'Angleterre, mais il ne dispose pas d'une autorité suffisante ni de pouvoir pour mener plus loin la négociation pour sauver le royaume de Jérusalem. Après avoir récupéré Constantinople en 1261, l'ancien empereur de Nicée Michel VIII lui propose un rapprochement pour contrer les projets de Charles d'Anjou, mais le pape refuse. Alors qu'il se trouve à Saint-Jean-d'Acre, il est choisi par le conclave qui ne parvient pas à désigner un pape depuis trois ans, depuis la mort de Clément IV en 1268, à cause d'un désaccord entre Italiens et Français, qui, du fait de la situation politique autour de Charles Ier de Sicile, veulent chacun un pape de leur pays.
La situation est débloquée lorsque les habitants de Viterbe, où les cardinaux sont assemblés dans la salle du conclave du palais des papes, décident de les enfermer en ne leur laissant que du pain et de l'eau. Ils ôtent le toit du bâtiment afin de permettre aux influences divines de descendre plus librement sur leurs délibérations.[réf. nécessaire] Cette façon inhabituelle de susciter l'action du Saint-Esprit remporte un étonnant succès ; elle sera reprise, notamment par le futur Philippe V lors du concile qui voit l'élection de Jean XXII.

Les cardinaux déléguèrent leur pouvoir décisionnaire à six d'entre eux qui, pressés de sortir, élurent Tedaldo le jour même. Il apprit la nouvelle de son élection alors qu'il n'était ni cardinal, ni même prêtre et cet événement tourna au scandale. Il accepta la tiare et prit le nom de Grégoire X. 

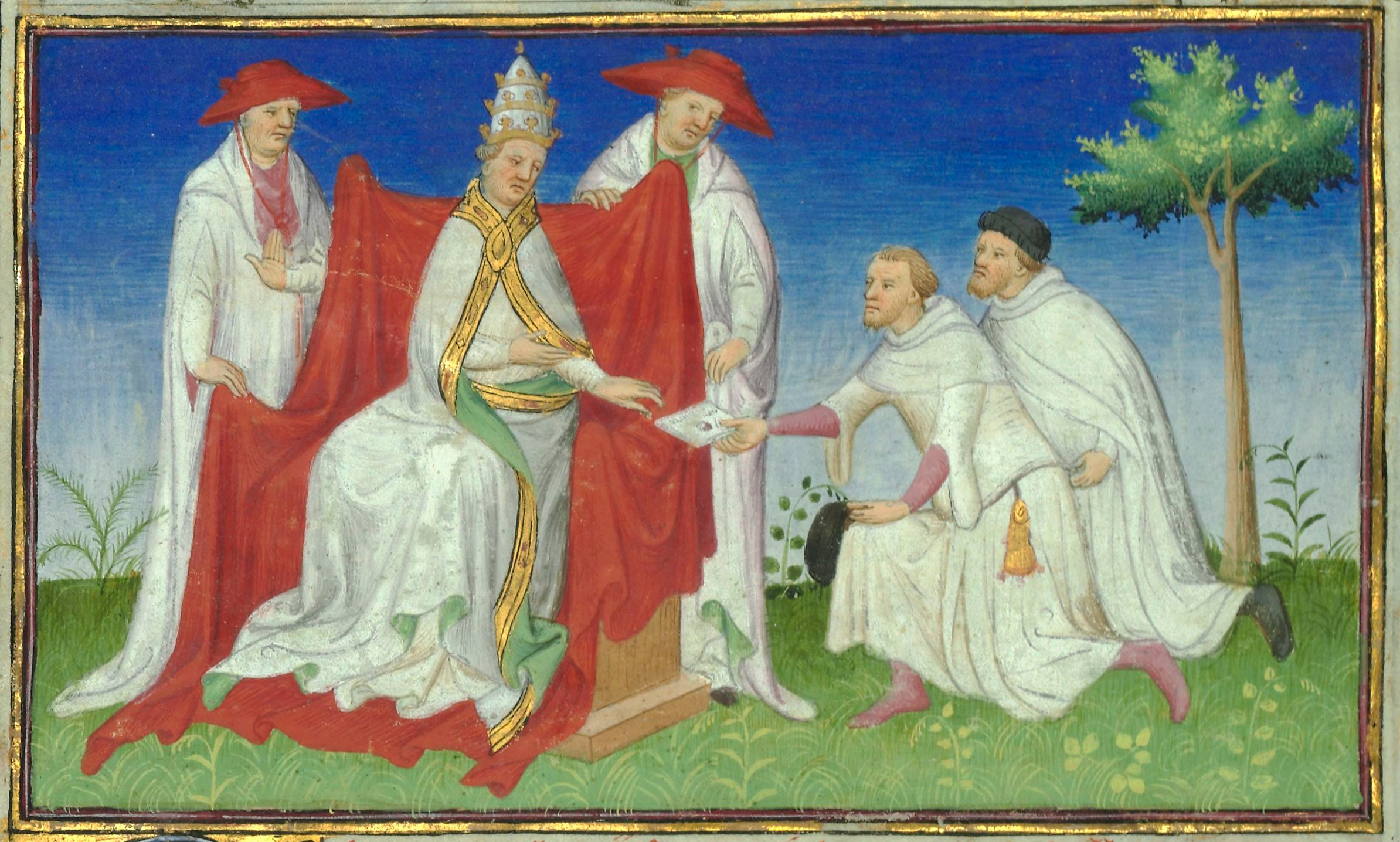
Niccolò et Matteo Polo livrent un message de Kubilai Khan en 1271 à Grégoire X. Illustration dans Le livre des Merveilles du Monde.

C'est sous son pontificat, le 4 mars 1272, avant même son intronisation, que commence l'enquête en vue de la canonisation du roi Louis IX de France, deux ans après la mort de ce dernier. L'enquête aboutira à la canonisation du souverain en 1297 par le pape Boniface VIII.
Le premier acte de Grégoire, une fois intronisé, fut de convoquer à Saint-Jean-d'Acre une galère vénitienne qui venait d'arriver à Ayas en Asie Mineure. Il y avait à bord deux frères vénitiens, Matteo et Niccolò Polo, ainsi que le fils de 17 ans de Niccolò, prénommé Marco, le célèbre Marco Polo. Il leur remit des lettres de créance pour le Grand Khan et leur adjoignit deux moines dominicains, Nicolas de Vicenza et Guillaume de Tripoli, qu'il chargea de lettres et de présents pour le Khan.
Il chercha à réconcilier les guelfes et les gibelins. En outre, le 7 octobre 1272, il signa une bulle demandant la protection des Juifs vivant dans la chrétienté.
Devant la résistance de Florence, il excommunia la ville.
Lors de l'élection impériale de 1273, il favorisa Rodolphe de Habsbourg au détriment d'Alphonse X de Castille. En échange de son aide, Grégoire X prend la tête d’une nouvelle croisade et oblige Rodolphe à renoncer à Rome et aux États pontificaux au nom du Saint Empire romain.
Il convoqua le deuxième concile de Lyon, ouvert le 1er mai 1274, au cours duquel il fit notamment déposer et excommunier Henri de Gueldre. Aussi, il proclame lors du concile le rapprochement entre les deux Églises (romaine et grecque) et la soumission de la seconde à la première. Néanmoins, cette disposition ne perdure pas au-delà de la mort de l'empereur Michel VIII. Dans un décret du concile, le pape autorise également l'expulsion des Cahorsins et autres marchands du royaume de France perpétrée par les rois Louis IX en 1269 et Philippe III en 1274.
En 1274, le roi Philippe III lui céda le Comtat Venaissin, base du futur établissement de la papauté à Avignon au XIVe siècle.
L'année suivante le pape se rendit à Lausanne pour y consacrer la cathédrale Notre-Dame et y rencontrer Rodolphe de Habsbourg.

## Bulles
Le 5 avril 1275, il donne une bulle portant confirmation des possessions et collation de l'exemption de l'abbaye Saint-Sauveur de Redon, moyennant un cens de trois besants d'or.

## Béatification
Grégoire X a été béatifié en 1713 par Clément XI.